# Chromolaena clematitis
Chromolaena clematitis là một loài thực vật có hoa trong họ Cúc. Loài này được (DC.) Pruski mô tả khoa học đầu tiên năm 2009.